# Darrell Huff
Darrell Huff (15 de julio de 1913 - 27 de junio de 2001) fue un escritor estadounidense, principalmente conocido por ser autor del libro How to Lie with Statistics (1954) «Cómo mentir con estadísticas», el libro de estadística más vendido de la segunda mitad del siglo XX.
Huff nació en Gowrie, Iowa, y cursó sus estudios en la Universidad de Iowa, (recibiendo los grados de BA en 1938, y MA en 1939). Antes de convertirse en escritor a tiempo completo en 1946, Huff trabajó como editor en las revistas Better Homes and Gardens y Liberty magazine. 
Como escritor independiente, Huff produjo centenares de artículos del tipo «Cómo hacer...» y escribió al menos dieciséis libros, la mayoría acerca de arreglos domésticos. Uno de sus mayores proyectos, que ganó un premio, fue la casa en Carmel, California donde vivió hasta su muerte.
Su mayor aporte ha sido introducir conceptos estadísticos a toda una generación de forma amena y práctica, sin evitar los conceptos matemáticos más complejos. Su libro más famoso How to Lie with Statistics se sigue traduciendo a nuevos idiomas y sigue siendo una referente entre los libros de texto.

## Algunas publicaciones

### Libros
- 1944. Pictures by Pete: A Career Story of a Young Commercial Photographer. Dodd, Mead, New York.
- 1945. Twenty Careers of Tomorrow. WhittleseyHouse, McGraw–Hill, New York.
- 1946. The Dog that Came True (illust. C. Moran and D. Thorne). Whittlesey House, McGraw–Hill, New York (se adaptó de una historia corta de Darrell Huff aparecida en Woman's Day.)
- 1954. How to Lie with Statistics (illust. I. Geis), Norton, New York, ISBN 0-393-31072-8
- 1959. How to Take a Chance: The Laws of Probability (illust. I. Geis). Norton, New York.
- 1961. Score: The Strategy of Taking Tests (illust. C. Huff ). Appleton–Century Crofts, New York.
- 1964. Cycles in Your Life—The Rhythms of War, Wealth, Nature, and Human Behavior. Or Patterns in War, Wealth, Weather, Women, Men, and Nature (illust. A. Kovarsky). Norton, New York.
- 1968. How to Work With Concrete and Masonry (illust. C. and G. Kinsey). Popular Science Publishing, New York.
- 1972. How to Figure the Odds on Everything (illust. J. Huehnergarth). Dreyfus, New York.
- 1972. How to Save on the Home You Want (with F. Huff and the editors of Dreyfus Publications; illust. R. Doty). Dreyfus, New York.
- 1996. The Complete How to Figure It. Using Math in Everyday Life (illust. C. Kinsey; design K. M. Huff ). Norton, New York.
- con Corey, P. 1957. Home Workshop Furniture Projects. Fawcett, New York.
- con Huff, F. 1963. How to Lower Your Food Bills. Your Guide to the Battle of the Supermarket. Macfadden–Bartell, New York.
- con Huff, F. 1970. Complete Book of Home Improvement (illust. G. and C. Kinsey and Bray–Schaible Design, Inc.). Popular Science Publishing, New York.

### Artículos
- 1954. "How to Spot Statistical Jokers". The New York Times, 22 de agosto de 1954, p. SM13.
- 1962. "Living high on $6500 a year". The Saturday Evening Post 235 60–62. Reimpreso en Mother Earth News, enero 1970)
- 1978. "Calcu-letter. News of pocket calculators—and how to have fun with them". Popular Science 212 (3) marzo 1978. p. 6